# Darnius
Darnius ist eine katalanische Gemeinde in der Provinz Girona im Nordosten Spaniens. Sie liegt in den Pyrenäen in der Comarca Alt Empordà.

## Geografische Lage
Darnius liegt etwa 56 Kilometer nördlich der Provinzhauptstadt Girona in einer strategisch wichtigen Lage an der Grenze zu Frankreich.

## Sehenswürdigkeiten
- Der Dolmen Mas Puig de Caneres, ein Hünengrab.
- Menhir Pedra Dreta.
- Die romanische Kirche Santa Maria stammt aus dem 13. Jahrhundert.
- Die Kapelle Sant Esteve de Llop ist circa 3 Kilometer von Darnius in Richtung Maçanet de Cabrenys entfernt und ist auch romanischen Ursprungs und im 15. Jahrhundert renoviert worden.
- Das Castell de Mont-roig (Burg Mont-roig gleich roter Berg) ist vier Kilometer von Darnius entfernt auf dem gleichnamigen Mont-roig Berg in etwa 301 Meter höhe gelegen und bietet eine sehr schöne Aussicht.
- Pantà de Boadella – Der Stausee trägt seinen Namen zu Unrecht, da der größte Teil des Stausees in der Gemeinde Darnius und nicht in der Gemeinde Boadella i les Escaules liegt. Der Stausee bedeckt eine Fläche von fast 100 Hektar. Die Staumauer ist 60 Meter hoch und 230 Meter lang. Das Fassungsvermögen von 62.000.000 m3 welche ungefähr 10.000 Hektar Agrarfläche im Alt Empordà bewässern und die Stadt Figueres mit Trinkwasser versorgen. Außerdem liefert der Stausee 8.000.000 kW Strom im Jahr.